# Pappophorum krapovickasii
Pappophorum krapovickasii là một loài thực vật có hoa trong họ Hòa thảo. Loài này được Roseng. mô tả khoa học đầu tiên năm 1975.